# Catochria postflava
Catochria postflava är en fjärilsart som beskrevs av Sergius G. Kiriakoff 1955. Catochria postflava ingår i släktet Catochria och familjen tandspinnare. Inga underarter finns listade i Catalogue of Life.